# Lønborg Hede
Lønborg Hede este o arie protejată (arie specială de conservare — SAC, sit de importanță comunitară — SCI) din Danemarca întinsă pe o suprafață de 353 ha, integral pe uscat.

## Localizare
Centrul sitului Lønborg Hede este situat la coordonatele 55°51′52″N 8°27′26″E / 55.864444°N 8.457222°E.

## Înființare
Situl Lønborg Hede a fost declarat sit de importanță comunitară în februarie 1998 pentru a proteja 1 specie de animale. Situl a fost protejat și ca arie specială de conservare în decembrie 2011.

## Biodiversitate
Situată în ecoregiunea atlantică, aria protejată conține 11 habitate naturale: Lacuri și iazuri distrofice naturale, Mlaștini turboase de tranziție și turbării mișcătoare, Ape puternic oligomezotrofe cu vegetație bentonică cu Chara spp., Vegetație psamofilă uscată cu Calluna și Empetrum nigrum, Formațiuni ierboase bogate în specii de Nardus, dezvoltate pe substraturi silicioase în zone montane (și în zone submontane, în Europa continentală), Ape stătătoare oligotrofe până la mezotrofe, cu vegetație de Littorelletea uniflorae și/sau de Isoëto-Nanojuncetea, Pajiști cu Molinia pe soluri calcaroase, turboase sau argilos-nămoloase (Molinion caeruleae), Pajiști uscate europene, Cursuri de apă de la nivel de câmpie la nivel montan, cu vegetație Ranunculion fluitantis și Callitricho-Batrachion, Vegetație psamofilă uscată cu Calluna și Genista, Pajiști umede nord-atlantice cu Erica tetralix.
La baza desemnării sitului se află o specie protejată de  pești: cicar (Lampetra planeri).